# Jean Nicolay
Jean Nicolay (Liegi, 27 dicembre 1937 – 18 agosto 2014) è stato un calciatore belga, di ruolo portiere.

## Carriera
Giocò per svariati anni nello Standard Liegi, con cui vinse 4 campionati belgi (1957-1958, 1960-1961, 1962-1963, 1968-1969) e 2 Coppe di Belgio (1966, 1967). Fu nominato giocatore belga dell'anno nel 1963.
Vestì in 39 occasioni la maglia della Nazionale belga.

## Palmarès

### Club
- Campionato belga: 4

Standard Liegi: 1957-1958 1960-1961, 1962-1963, 1968-1969
- Coppa del Belgio: 2

Standard Liegi: 1965-1966, 1966-1967

### Individuale
- Calciatore belga dell'anno: 1

1963